# Okorn
Okorn je priimek več znanih Slovencev:
- Boštjan Okorn, strokovnjak za tehnologijo pri Zvezi potrošnikov
- Božo Okorn (*1930), publicist, cineast, amaterski igralec
- Fran Okorn, zgodovinopisec
- Franci Okorn (1941—2018), glasbeni pedagog, šolnik
- Gašper Okorn (*1973) košarkarski trener
- Gregor C. Okorn (*1969), športnik v ZDA (disc-golf)
- Janez Okorn (1901—1925), pesnik
- Jožef Okorn (1897—1944), čebelar
- Marko Okorn (*1951), scenarist in igralec
- Mitja Okorn (*1981), filmski in TV-režiser, scenarist
- Pavle Okorn (*1954), glasbenik, radijski ustvarjalec
- Slavica (V.) Okorn, arhitektka, oblikovalka
- Stanislav Okorn, salezijanec, prvi ravnatelj Gimnazije Želimlje
- Žiga Okorn (*1967), slikar, oblikovalec, fotograf